# Guadalajara (Spanyolország)
Guadalajara egy város és egyben egy község Spanyolországban, Guadalajara tartományban, a tartomány székhelye. Guadalajara Aldeanueva de Guadalajara, Centenera, Lupiana, Horche, Yebes, Valdarachas, Aranzueque, Loranca de Tajuña, Pioz, Pozo de Guadalajara, Chiloeches, Cabanillas del Campo, Marchamalo, Fontanar, Tórtola de Henares, Ciruelas, Torija, Valdeaveruelo, Galápagos, Fuentelahiguera de Albatages, Málaga del Fresno, Yunquera de Henares, Atanzón, Valdeavellano és Valfermoso de Tajuña községekkel határos. Lakosainak száma 90 909 fő (2024).

## Népesség
A település népessége az utóbbi években az alábbiak szerint változott:
| Lakosok száma | 67 640 | 71 815 | 75 493 | 83 039 | 84 453 | 83 720 | 83 633 | 85 871 | 87 064 | 90 909 |
|               | 2001   | 2004   | 2006   | 2009   | 2011   | 2014   | 2016   | 2019   | 2021   | 2024   |